# Франсезинья
Франсези́нья (порт. francesinha) — португальский сэндвич, придуманный в Порту. Популярное блюдо в закусочных, кафе и ресторанах.
Состоит из хлеба, сыровяленой ветчины, колбасы лингвиса, мортаделла, свежей колбасы, такой как чиполата, стейка или жареного мяса, сыра. Сэндвич запекают и заливают горячим томатно-пивным соусом. Обычно подают с картофелем фри.

## История
Даниэль Давид де Сильва, вернувшись из Франции и Бельгии в Порту, пытался адаптировать французский горячий бутерброд крок-месье к португальскому вкусу. Впервые он приготовил сэндвич с местным мясом и своим особым соусом в 1953 году в ресторане «A Regaleira» на улице Руа-ду-Бонжардим в Порту. Франсезинья («француженка») быстро стала очень популярным блюдом, стала ассоциироваться с Порту, хотя её можно найти во многих других местах Португалии. Классическая подача включает сэндвич, окружённый картофелем фри, залитый знаменитым соусом с добавлением пива.

## Варианты
Стандартного рецепта франсезиньи не существует. В разных ресторанах Португалии есть особые варианты, например: с жареным яйцом, креветками, жареной свининой, грибами и сливками, курицей, пастрами, тунцом, треской или вегетарианские варианты.
Соус для франсезиньи варьируется, во многих заведениях есть свои рецепты. Единственным общим ингредиентом является пиво. Большинство, хотя и не все, соусы основаны на томатах и различаются по степени остроты. Также добавляют оливковое масло, красный перец, бульон, вустерширский соус, вино, бренди. Цвет обычно красный или оранжевый.

## Галерея

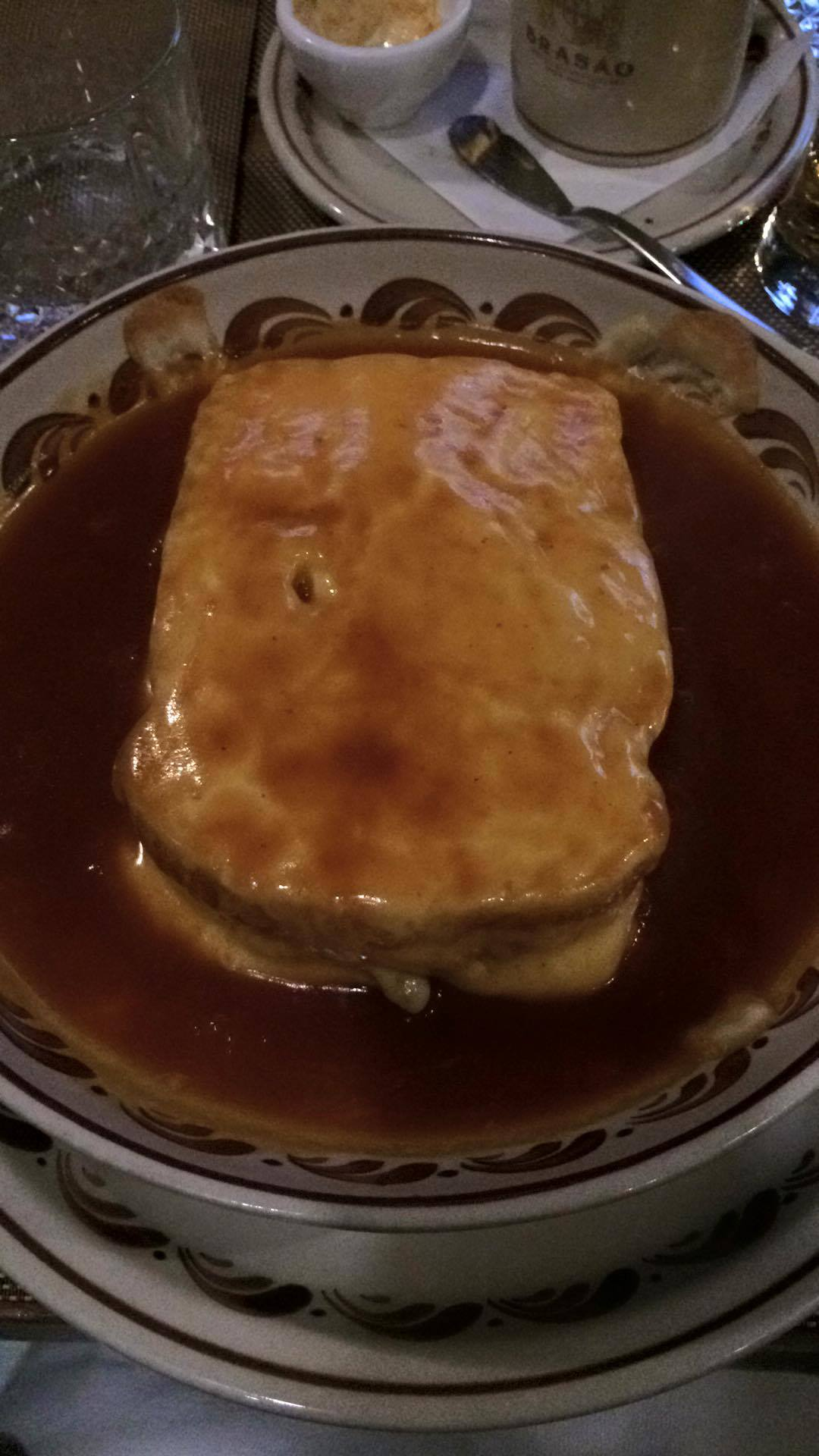
Франсезинья в Порту
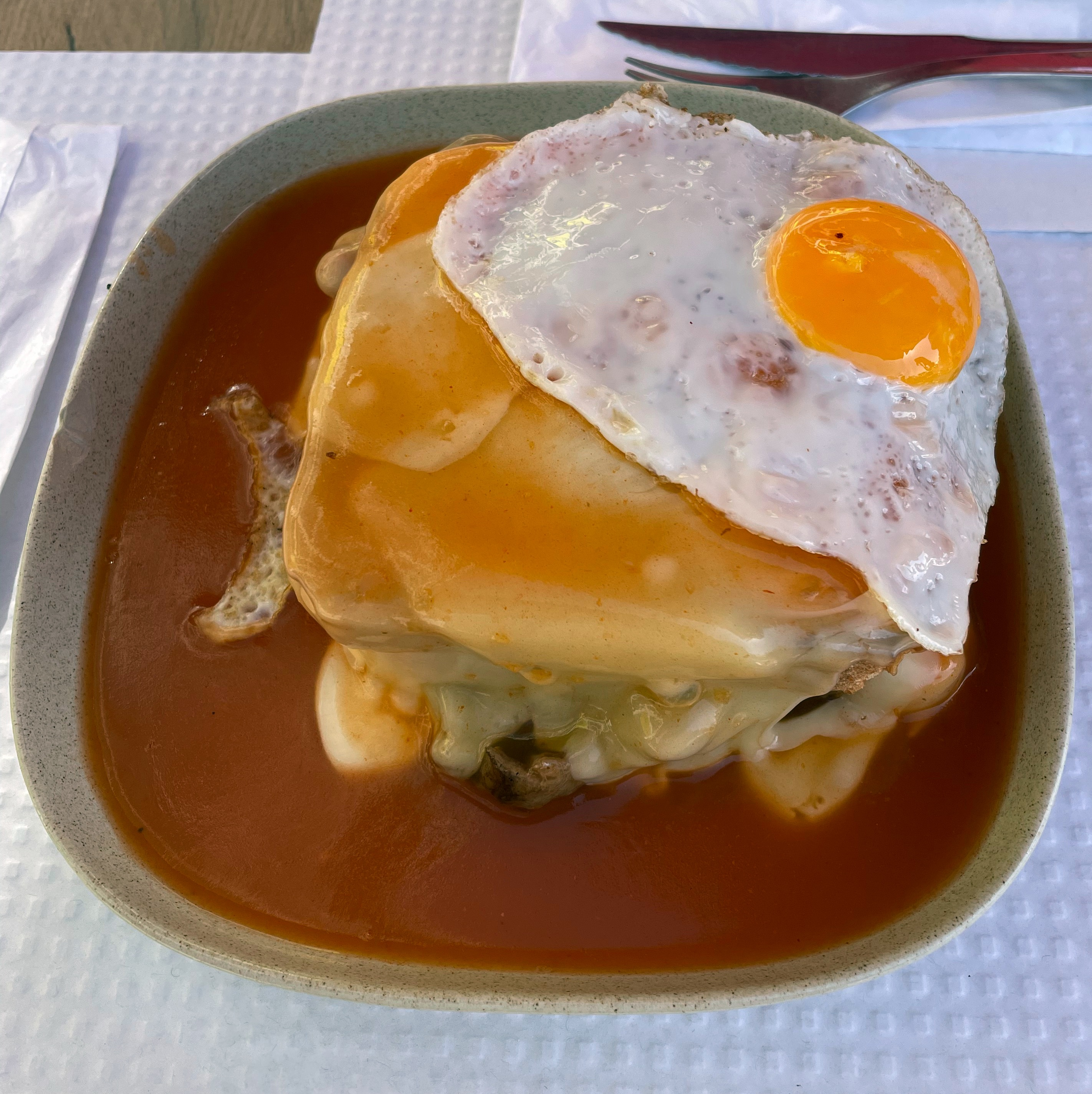
Франсезинья в Порту с яичницей
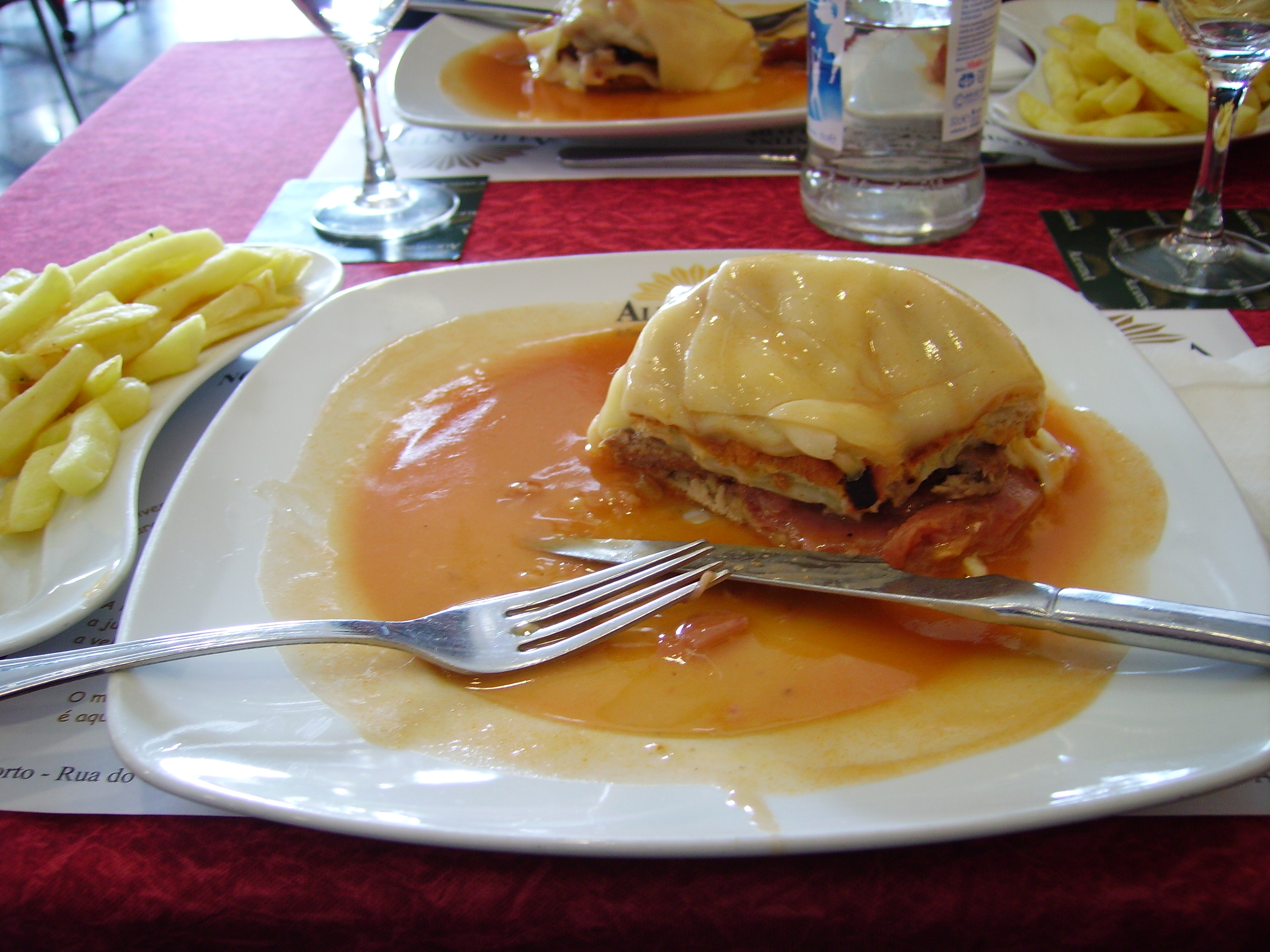
Франсезинья с картофелем фри